# Gastrophryne elegans
Gastrophryne elegans е вид земноводно от семейство Microhylidae.

## Разпространение
Видът е разпространен в Белиз, Гватемала, Мексико и Хондурас.